# Autoserica seydeli
Autoserica seydeli är en skalbaggsart som beskrevs av Moser 1924. Autoserica seydeli ingår i släktet Autoserica och familjen Melolonthidae. Inga underarter finns listade.